# Napoleon (glasbena skupina)
Napoleon je bila slovenska fantovska skupina, ki je delovala v 90. letih. Veljajo za prvo fantovsko skupino (boyband) v samostojni Sloveniji. Skupina je bila ustanovljena leta 1992, prvič pa so se predstavili na Melodijah morja in sonca 1993 s skladbo Vrni se, ki je postala njihova prva uspešnica.

## Festivali
Melodije morja in sonca
- 1993: Vrni se
- 1994: Morska ptica
- 1995: Modra kraljica

EMA
- 1997: Prosim, ostani − 5. mesto

## Zasedba
Triumf (1993)
- Miha Merlak
- Žan
- Aleš
- Marko
- Matjaž

Napoleon (1995)
- Miha Merlak − vokal
- Dejan Topič − bobni
- Jure Ceglar − kitara
- Andrej Volčjak − klaviature
- Robert Sršen − bas kitara

Bodi moja (1996) in Hočem te nazaj (1998)
- Vojko Kercan
- Miha Merlak
- Jure Ceglar
- Dejan Topič

## Diskografija
- Triumf (1993)
  - Vrni se (A. Čadež/S. Artič/A. Čadež)
  - Ogenj v meni (Sašo Fajon/S. Artič-M. Merlak/S. Fajon)
  - Tina (M. Merlak)
  - Pasji dnevi (M. Merlak)
  - Ko boš sama (Fajon)
  - Nora noč (J. Cliff/M. Merlak-S. Artič/S. Fajon)
  - 20 let (A. Bartol)
  - Dal bi vse (S. Fajon/S. Artič-M. Merlak/S. Fajon)
  - Sanjam (M. Merlak)
  - Pelji me stran (M. Merlak/S. Artič-M. Merlak/M. Merlak)

- Napoleon (1995)
  - Blu (Modra kraljica) (Napoleon/V. Železnik/Napoleon)
  - Vrni se (Aleš Čadež/A. Čadež & Miha Merlak/Čadež)
  - Tina (Merlak/Merlak/Merlak & Čadež)
  - Pasji dnevi (Merlak)
  - Ti (Merlak/D. Topič/Topič&Merlak)
  - Ko boš sama (Sašo Fajon)
  - Nora noč (Fajon/Barbara Magnifico/Fajon)
  - Sanjam (Merlak)
  - 20 let (A. Bartol)
  - Ogenj v meni (Fajon)
  - Dal bi vse (Fajon/Merlak/Fajon)
  - Pelji me stran (Merlak)
  - Morska ptica (Čadež/Merlak/Čadež)
  - Vrni se (remix)
  - Blu (remix)

- Bodi moja (1996)
  - Bodi moja (Tomaž Borsan/Miha Merlak, Sendi/Borsan)
  - Čas ljubezni (Borsan/Merlak/Borsan)
  - Osamljeno srce (Borsan/Merlak, Borsan/Borsan)
  - Le spomin na naju (Borsan/Borsan, Merlak/Borsan)
  - Vroče ustnice (Borsan/F. Lidnič, Merlak, Steffanio/Borsan)
  - Ti in jaz (Aleš Čadež/Merlak/Čadež)
  - Napoleon (Merlak, D. Topič, J. Ogris/Adi Smolar/Borsan)
  - Čas ljubezni - extended
  - Le spomin na naju - remix

- Hočem te nazaj (1998)
  - Hočem te nazaj (Klinar/Merlak/Klinar, Fajon)
  - Le tebe želim si (Klinar/Merlak/Klinar, Fajon)
  - Pozabiva (Merlak/Merlak/Merlak, Fajon)
  - Ti kraljica si (Fajon/Merlak/Fajon)
  - Ne zameri mi (Wolf/H. Banič/B. Wolf)
  - Prosim ostani (Klinar/Anja Rupel/Klinar, Fajon)
  - Za božič skupaj smo (Klinar/Merlak/Klinar, Fajon)
  - Love is all around (Tomaž Borsan/Merlak/Borsan)
  - You're all that I need (Borsan/Merlak, Borsan/Borsan)
  - Together baby (Borsan/Miles Gordon/Borsan)
  - Napoleon (Merlak, D. Topič, J. Ogris/Adi Smolar/Borsan)
  - Le tebe želim si (unplugged)
  - Prosim ostani (a cappella)